# Europäische Charta der kommunalen Selbstverwaltung
Die Europäische Charta der kommunalen Selbstverwaltung (Originaltitel: englisch European Charter of Local Self-Government, französisch Charte européenne de l’autonomie locale) vom 15. Oktober 1985 verpflichtet die Vertragsstaaten zur Anwendung von völkerrechtlichen Grundregeln, die die politische, verwaltungsmäßige und finanzielle Selbständigkeit der Gemeinden gewährleisten.

## Entstehungsgeschichte
Am I. Europäischen Gemeindetag vom 17. und 18. Oktober 1953 in Versailles haben die im Rate der Gemeinden Europas über die Grenzen hinweg vereinten Gemeinden die Europäische Charta der Gemeindefreiheiten einstimmig verabschiedet, um im Interesse ihrer Bürger ein freies und friedliches Europa zu schaffen. Sie haben damit ihre „durch Jahrtausende geheiligten Rechte als eines der Fundamente der Menschenfreiheit erneut festgelegt“, weil sie bedroht und vielerorts vernichtet worden seien. Der Rat der Gemeinden Europas kündigte an, diese Rechte zu verteidigen, und forderte, dass sich „hinter jede im Kampf um ihre Rechte stehende Gemeinde die gesammelte Macht aller Gemeinden stellen“ solle. 1953 wurde auch gefordert, dass „jeder Bürger, in der Erkenntnis seiner Verpflichtung als Mitglied der Gemeinde zur Mitarbeit an ihrer gesunden Entwicklung, aktiv am Gemeindeleben teilnimmt“. Allerdings gibt es in den meisten europäischen Staaten keine Wahlpflicht, und mit dem Instrument, Bürger gegen ihren Willen zu Ehrenämtern wie der Tätigkeit als Wahlhelfer oder Schöffen heranzuziehen, gehen Gemeindeverwaltungen in der Regel eher behutsam um. Die „Pflicht zur politischen Partizipation“ der Bürger einer Gemeinde ist vor allem moralischer Natur.
In dem Bestreben, die Bestimmungen der Europäischen Charta der Gemeindefreiheiten justitiabel (d. h. einklagbar) und für alle Mitgliedstaaten des Europarates verbindlich zu machen, wurde eine neue Charta als Konvention von einem Komitee von Regierungsexperten innerhalb des Europarates unter der Aufsicht des Steuerausschusses für regionale und kommunale Angelegenheiten ausgearbeitet. Dieser stützte sich auf einen Entwurf der Ständigen Konferenz der Gemeinden und Regionen Europas (heute: Kongress der Gemeinden und Regionen des Europarates). Das „Europäische Charta der kommunalen Selbstverwaltung“ genannte Regelwerk wurde ab 15. Oktober 1985 von den Mitgliedstaaten des Europarates unterzeichnet und trat am 1. September 1988 in Kraft. Mittlerweile haben alle Mitgliedstaaten des Europarates die Charta ratifiziert. Als 47. Staat hat San Marino die Charta am 29. Oktober 2013 ratifiziert.
Der wesentliche Unterschied beider Chartas besteht darin, dass das neuere Regelwerk von der repräsentativen Demokratie als Normalfall politischer Willensbildung ausgeht. So bestimmt Art. 3 Abs. 2, dass das Recht auf kommunale Selbstverwaltung „von Räten oder Versammlungen ausgeübt [wird], deren Mitglieder aus freien, geheimen, gleichen, unmittelbaren und allgemeinen Wahlen hervorgegangen sind und die über Exekutivorgane verfügen können, die ihnen gegenüber verantwortlich sind. Der Rückgriff auf Bürgerversammlungen, Volksabstimmungen oder jede sonstige Form unmittelbarer Beteiligung der Bürger“ dürfe nur dann erfolgen, wenn er vom Gesetzgeber des Mitgliedstaates „zugelassen“ worden sei.

## Ziel und Inhalt der Charta
Der Zweck der Charta ist es, gemeinsame und messbare europäische Standards für den Schutz der Rechte lokaler Behörden und gewählten Einwohnervertretungen festzulegen, um dem Bürger die Möglichkeit zu geben, an den Entscheidungsprozessen teilzunehmen, die seinen unmittelbaren Lebensraum betreffen.
Die Europäische Charta der kommunalen Selbstverwaltung besteht aus einer Präambel sowie drei Teilen.
Die unterzeichnenden Mitgliedstaaten des Europarates weisen in der Präambel der Charta darauf hin, dass die kommunalen Gebietskörperschaften eine der wesentlichen Grundlagen jeder demokratischen Staatsform sind und dass das Recht der Bürger auf Mitwirkung an den öffentlichen Angelegenheiten einer der demokratischen Grundsätze ist, die allen Mitgliedstaaten des Europarates gemeinsam sind, und sie sind überzeugt, dass dieses Recht auf kommunaler Ebene am unmittelbarsten ausgeübt werden kann. Der Schutz und die Stärkung der kommunalen Selbstverwaltung erachten sie als wichtigen Beitrag zum Aufbau eines Europas, das sich auf die Grundsätze der Demokratie und der Dezentralisierung der Macht gründet.
Im ersten Teil der Charta werden die materiellen Garantien des Prinzips der kommunalen Selbstverwaltung dargelegt.
Die Charta möchte, dass der Grundsatz der kommunalen Selbstverwaltung gesetzlich – wenn möglich in der Verfassung – verankert wird und dass die Gemeindevertreter in allgemeinen Wahlen bestimmt werden.
Die Gemeinden sollen innerhalb des gesetzlichen Rahmens ihre öffentlichen Angelegenheiten selbstverantwortlich zum Wohl ihrer Einwohner regeln können. Öffentliche Aufgaben sollen auf der bürgernahsten Ebene wahrgenommen und nur an eine höhere Ebene delegiert werden, wenn die Erledigung auf der unteren Ebene nicht sachgerecht möglich ist (Subsidiaritätsprinzip).
Die Charta enthält Grundsätze zum Schutz der Gemeindegrenzen, zur Struktur der Verwaltung, zur Wahrnehmung der kommunalen Aufgaben und Zuständigkeiten, zur kommunalen Steuerhoheit, zur Rechts- und Fachaufsicht über die Gemeinden, zu den Finanzmitteln der Gemeinden und zum Rechtsschutz der kommunalen Selbstverwaltung.
Der zweite Teil der Charta enthält verschiedene Vorschriften bezüglich der Verpflichtungen, die die Parteien durch die Unterzeichnung der Charta eingehen. Hierbei soll ein realistischer Ausgleich zwischen dem Schutz der fundamentalen Prinzipien sowie der nötigen Flexibilität, die die Charta aufgrund der rechtlichen und institutionellen Unterschiede der verschiedenen Mitgliedstaaten behalten muss, gewährleistet werden.
Die Charta erlaubt den Parteien ausdrücklich, bestimmte Vorschriften der Charta von der Gültigkeit in ihrem Hoheitsgebiet auszuschließen. Hiermit soll auf der einen Seite die Zielsetzung, ein Minimum an fundamentalen Grundsätzen zu schützen, respektiert werden. Auf der anderen Seite wird anerkannt, dass die kommunale Selbstverwaltung die Struktur und den Aufbau verschiedener Nationalstaaten betrifft.
Jede Vertragspartei geht die Verpflichtung ein, sich durch mindestens zwanzig Absätze des Teiles I der Charta als gebunden zu betrachten.
Grundsätzlich gelten die Regelungen der Charta für alle Formen und Ebenen kommunaler Gebietskörperschaften. Allerdings können die Parteien bestimmte Formen von Gebietskörperschaften vom Anwendungsbereich der Charta ausnehmen.
Für die Bundesrepublik Deutschland gibt es insgesamt zwei Erklärungen zur Gültigkeit der Charta. Demnach gilt die Charta in der Bundesrepublik Deutschland für Gemeinden und Kreise, in Rheinland-Pfalz auch für Verbandsgemeinden. Außerdem gibt es eine Einschränkung zu Art. 9 III der Charta, der besagt, dass Teile der Finanzmittel aus kommunalen Steuern und Gebühren stammen müssen, bei denen die kommunalen Gebietskörperschaften das Recht haben, den Hebesatz im gesetzlichen Rahmen festzulegen. In der Bundesrepublik ist dieser Absatz nur auf Gemeinden, nicht aber auf Kreise und rheinland-pfälzische Verbandsgemeinden, anwendbar.
Der dritte Teil enthält die Schlussbestimmungen (Unterzeichnung, Ratifizierung, Inkrafttreten, Gebietsklausel, Kündigung und Notifikation) der Charta.

## Durchsetzung der Charta
Die Charta enthält die Verpflichtung der Parteien, alle relevanten Informationen über Rechtsvorschriften und sonstige Maßnahmen, die sie erlassen, an den Generalsekretär des Europarates zu übermitteln, um die Bestimmungen der Charta einzuhalten. Außerhalb dieser Pflicht sieht die Charta
kein institutionalisiertes System der Kontrolle ihrer Anwendung vor.
Zunächst war darüber nachgedacht worden, ein internationales Überwachungssystem – analog zu dem der Europäischen Sozialcharta – aufzubauen. Allerdings wurde diese komplexe Überwachungsmaschinerie schließlich als entbehrlich eingestuft, da der Kongress der Gemeinden und Regionen, als Organ des Europarates mit direktem Zugang zum Ministerkomitee, in der Lage sein würde, eine ausreichende politische Kontrolle der Einhaltung der Vorgaben der Charta durch die Mitgliedstaaten zu gewährleisten.
Die Charta ist für den Kongress der Gemeinden und Regionen ein wichtiges Instrument zur Durchsetzung und zum Schutz des Rechts der kommunalen Selbstverwaltung in ganz Europa und ist als dieses, vor allem aufgrund der hohen Anzahl der Ratifizierungen, auch sehr akzeptiert. Die Einhaltung der Vorschriften wird im Rahmen von Monitoringberichten des Kongresses evaluiert. Diese Berichte und etwaige Eingriffe in das Recht der kommunalen Selbstverwaltung werden im institutionellen Ausschuss und im Plenum diskutiert. Der Kongress wendet sich mit seinen Empfehlungen direkt an das Ministerkomitee des Europarates.

## Mitglieder
47 Staaten haben die Charta ratifiziert:
- Albanien
- Andorra
- Armenien
- Aserbaidschan
- Belgien
- Bosnien-Herzegowina
- Bulgarien
- Dänemark
- Deutschland
- Estland
- Finnland
- Frankreich
- Georgien
- Griechenland
- Irland
- Island
- Italien
- Kroatien
- Lettland
- Liechtenstein
- Litauen
- Luxemburg
- Malta
- Monaco
- Montenegro
- Niederlande
- Nordmazedonien
- Norwegen
- Österreich
- Polen
- Portugal
- Republik Moldau
- Rumänien
- Russische Föderation
- San Marino
- Schweden
- Schweiz
- Serbien
- Slowakische Republik
- Slowenien
- Spanien
- Tschechische Republik
- Türkei
- Ukraine
- Ungarn
- Vereinigtes Königreich
- Zypern